# National Gallery of Art

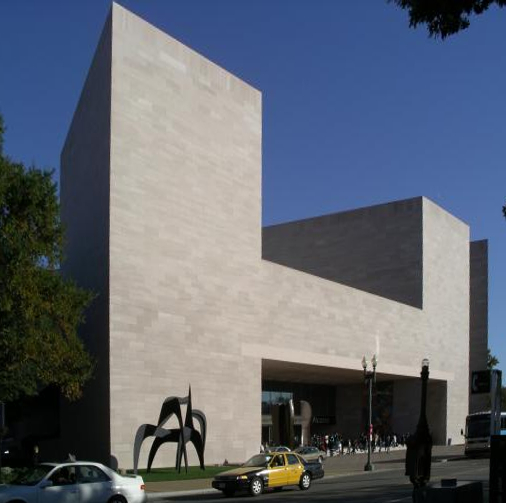
Oostelijk museumgebouw ontworpen door I.M. Pei

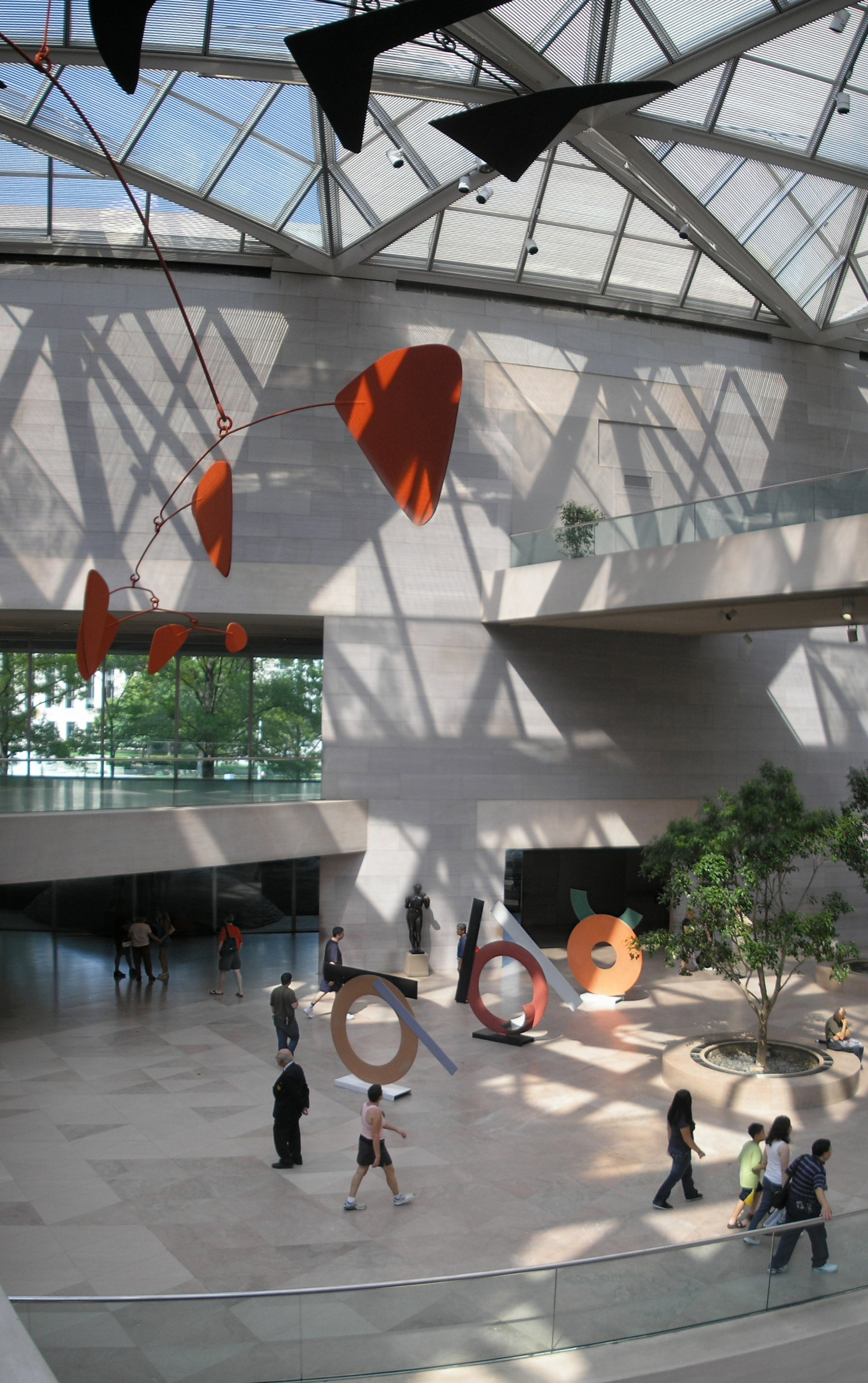
interieur entreehal van het oostelijk gebouw met onder andere mobile van Alexander Calder

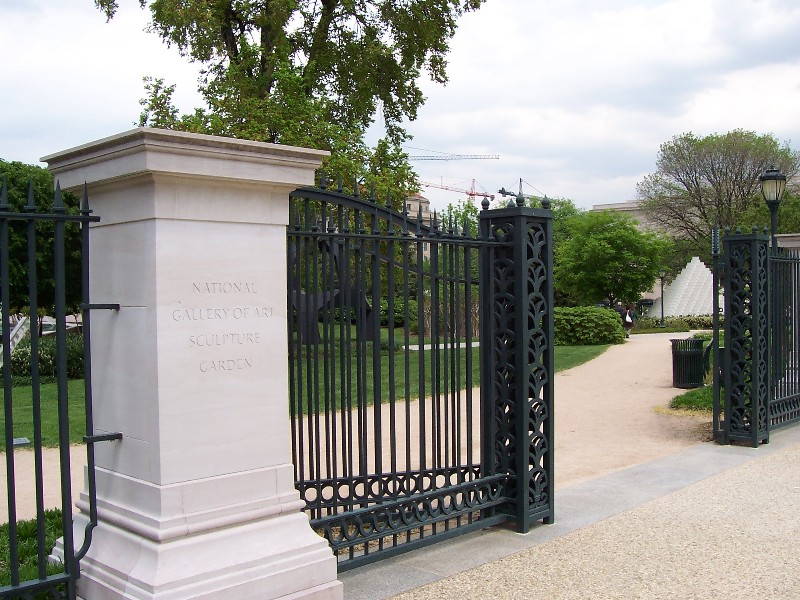
Ingang beeldenpark, rechts Four-Sided Pyramid van Sol LeWitt

De National Gallery of Art is een nationaal museum voor beeldende kunst in Washington D.C., de hoofdstad van de Verenigde Staten. Het museum is geen onderdeel van het Smithsonian Institution, maar er wel mee geaffilieerd.
Het museum is zeven dagen per week geopend. Toegang tot het museum is gratis.

## Geschiedenis
Het museum werd in 1937 opgezet door het Amerikaanse Congres en op 17 maart 1941 geopend door president Franklin Delano Roosevelt. Het neoclassicistische museumgebouw op de National Mall werd ontworpen door John Russell Pope, de architect die ook voor het Jefferson Memorial tekende. President Carter opende in 1978 het moderne oostelijke museumgebouw, ontworpen door I.M. Pei. De meest recente toevoeging aan het museum is het beeldenpark, dat in 1999 werd geopend.

## Westelijk gebouw
Het westelijke gebouw bevat een brede collectie van klassieke en moderne kunst van de middeleeuwen tot de 19e eeuw. De verzameling omvat werk van onder anderen Johannes Vermeer, Frans Hals, Rembrandt, Claude Monet en Vincent van Gogh. Ook hangt hier het enige schilderij van Leonardo da Vinci op het westelijk halfrond.

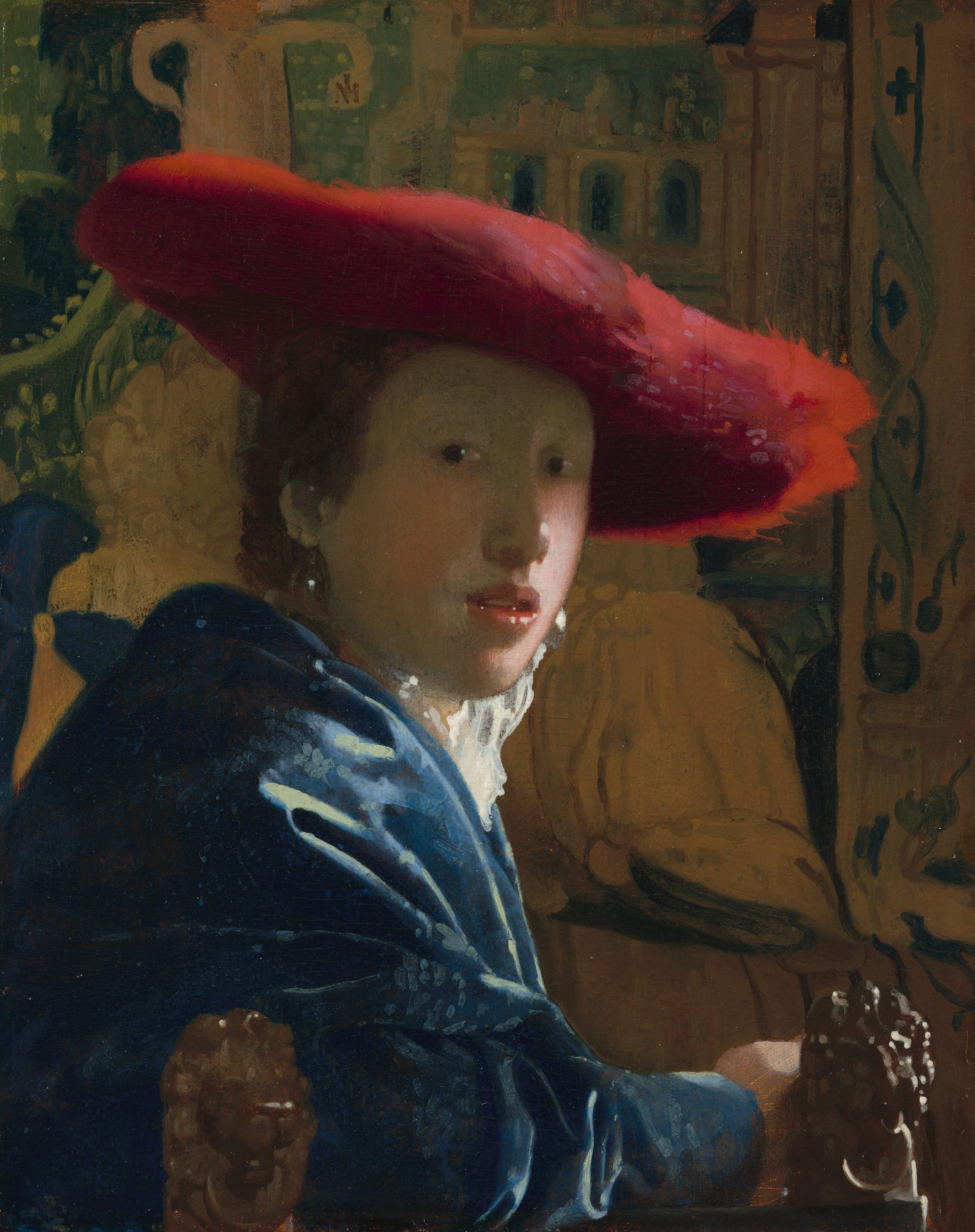
Johannes Vermeer: Meisje met de rode hoed
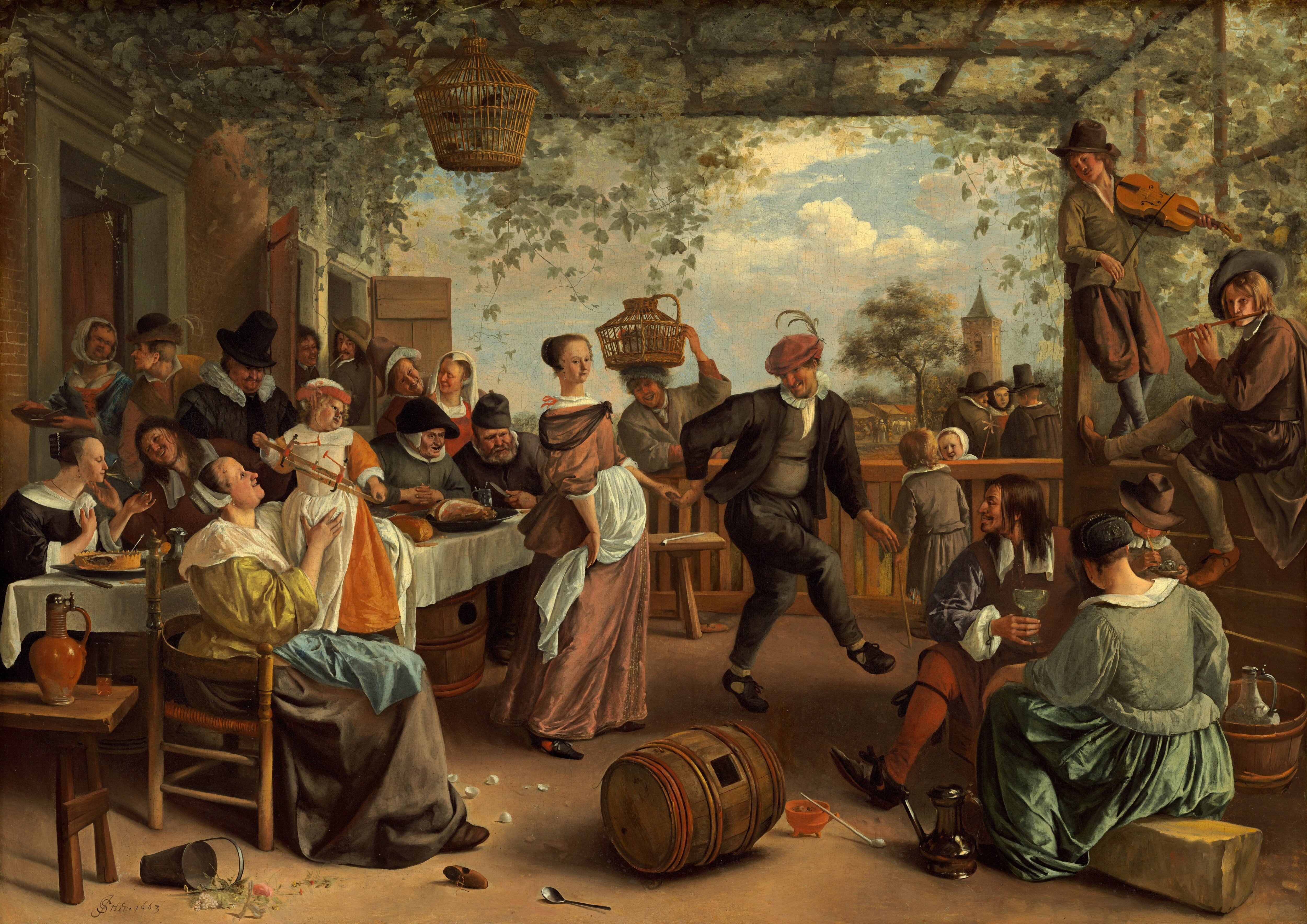
Jan Steen: Dansend paar
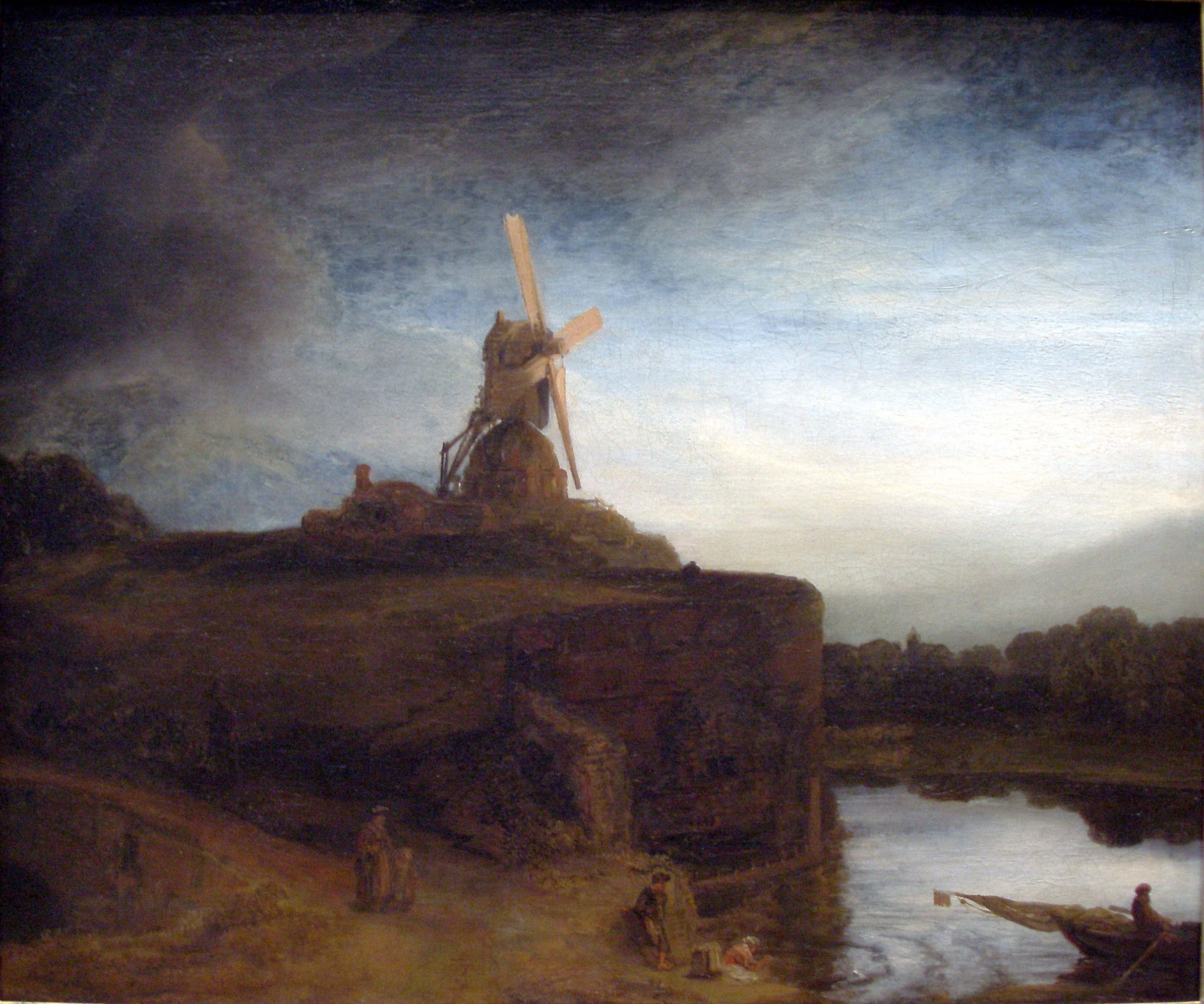
Rembrandt: De molen
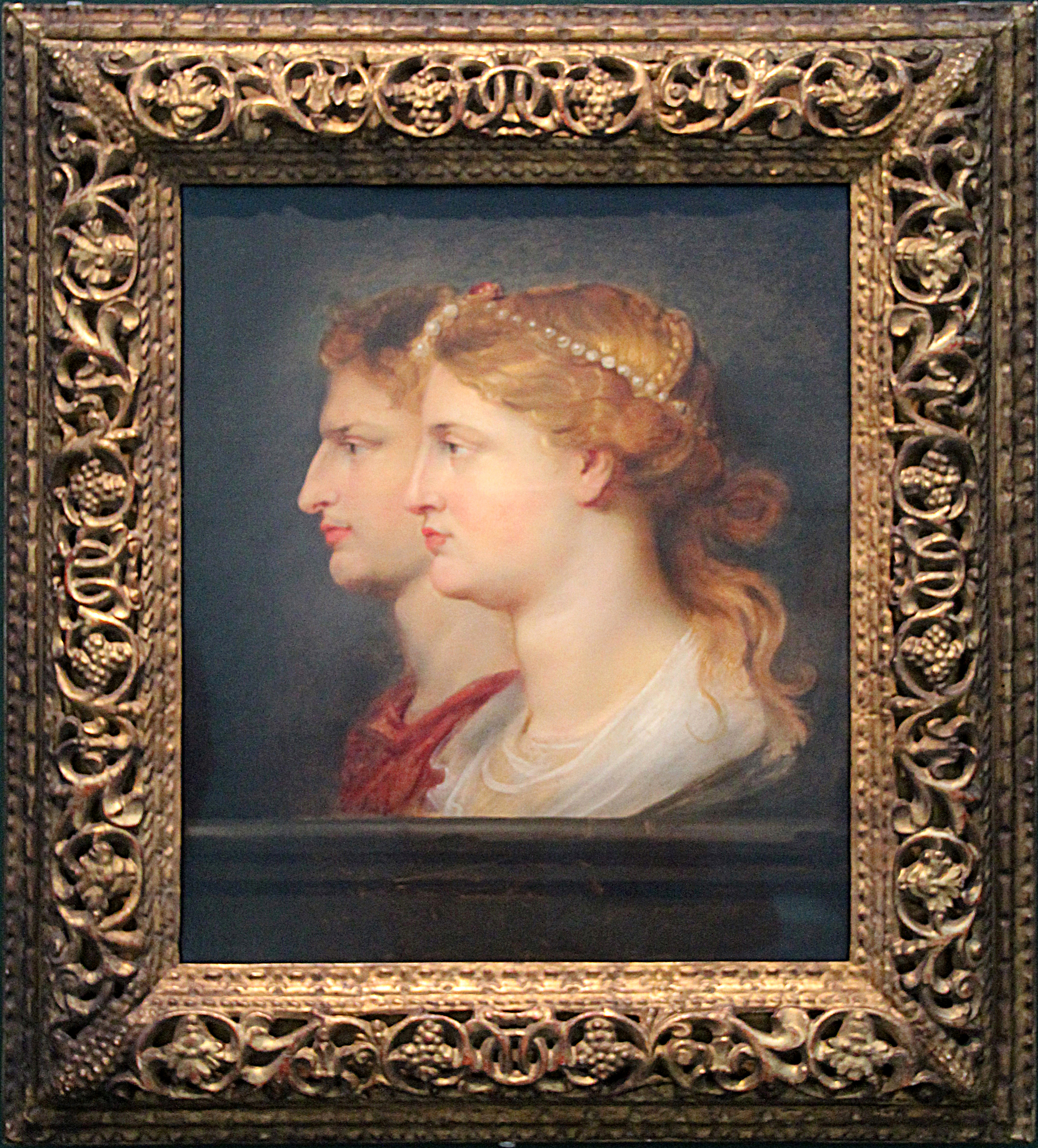
Rubens: Germanicus en Agrippina
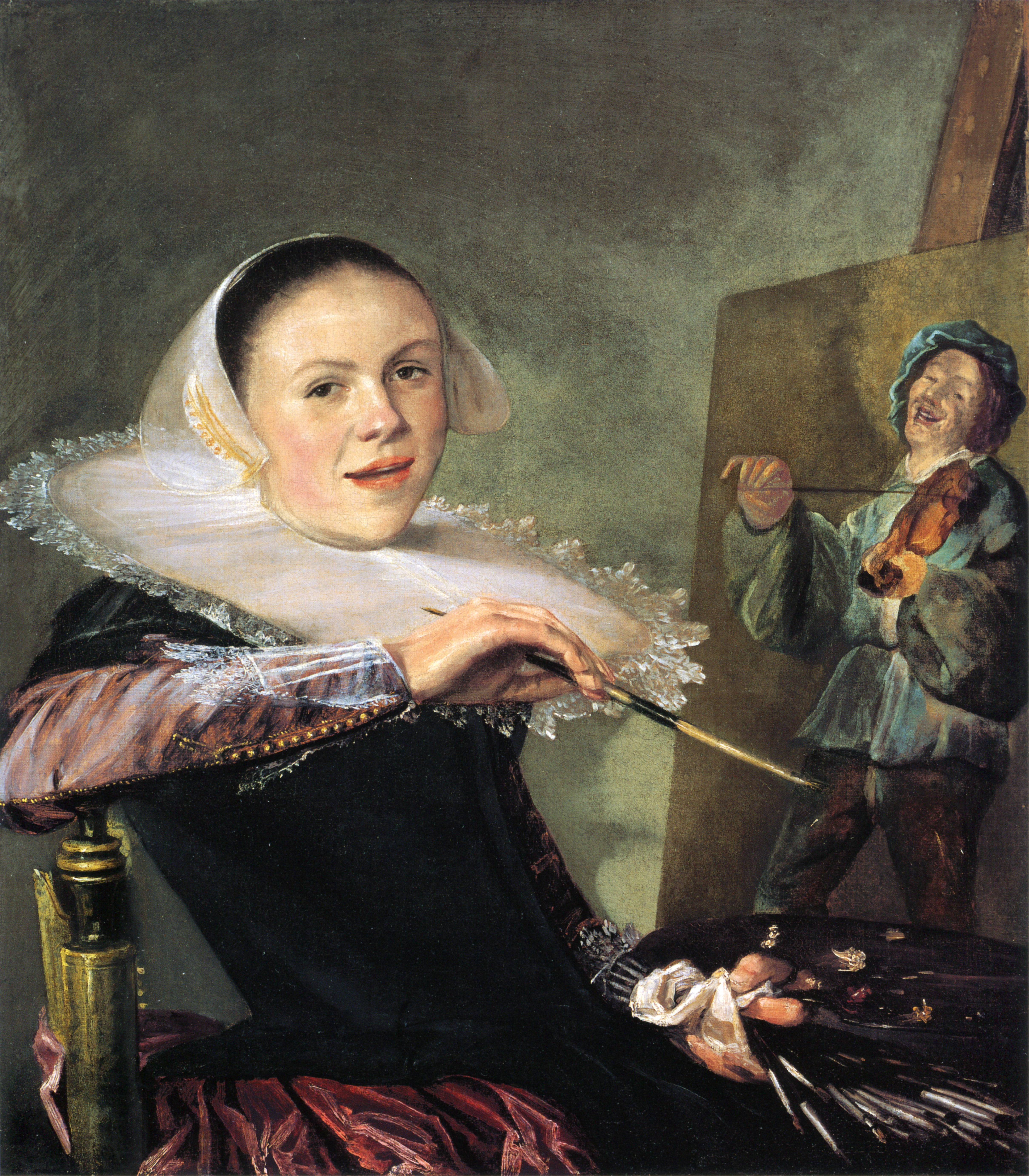
Judith Leyster, Zelfportret

## Oostelijk gebouw
Het oostelijke gebouw bevat moderne en hedendaagse kunst, waaronder werk van Pablo Picasso, Henri Matisse, Jackson Pollock, Andy Warhol en Roy Lichtenstein. Ook bevinden zich in dit gebouw de 10 nieuwe sculpture galleries met meer dan 900 werken van onder andere Auguste Rodin, Aristide Maillol, Edgar Degas en David Smith.

## Beeldenpark
Het beeldenpark van de National Gallery of Art heeft een oppervlakte van niet minder dan 25,000 m². De aanleg begon in 1997 en het park werd officieel geopend in 1999. De centrale fontein is 's winters in gebruik als schaatsbaan.
De kern van de collectie wordt gevormd door 17 werken, waarvan sommige zeer groot. De meeste werken zijn verkregen door giften.
1. Claes Oldenburg (1929 Verenigde Staten/Zweden)/Coosje van Bruggen (1942 Verenigde Staten/Nederland): Typewriter/Eraser (1999)
2. Joan Miró (1893-1983 Spanje): Personnage Gothique, Oisseau-Éclair (1974)
3. Louise Bourgeois (1911 Verenigde Staten/Frankrijk): Spider (1996)
4. Magdalena Abakanowicz (1930 Polen): Girls (1992)
5. Mark di Suvero (1933 Verenigde Staten) : Aurora (1992-3)
6. Scott Burton (1939-1989 Verenigde Staten): Six-Part Seating (1985-98)
7. Joel Shapiro (1941-2025 Verenigde Staten): Untitled (1989)
8. Ellsworth Kelly (1923 Verenigde Staten): Stele II (1973)
9. Barry Flanagan (1941 Engeland): Thinker on a Rock (1997)
10. Sol LeWitt (1928 Verenigde Staten): Four-Sided Pyramid (1999)
11. Lucas Samaras (1936 Verenigde Staten, Griekenland): Chair Transformation Number 20B (1996)
12. Tony Smith (1912-1980 Verenigde Staten): Moondog (1964/1998/9)
13. David Smith (1906-1965 Verenigde Staten): Cubi XXVI (1965)
14. Alexander Calder (1898-1976 Verenigde Staten): Cheval Rouge (1974)
15. Roy Lichtenstein (1923-1997 Verenigde Staten): House I (1996/8)
16. George Rickey (1907-2002 Verenigde Staten): Cluster of Four Cubes (1992)
17. Hector Guimard (1867-1942 Frankrijk): An Entrance to the Paris Métropolitain (1902)

(Van deze werken zijn geen foto's beschikbaar, wel via de externe link te bekijken)